# 種実類

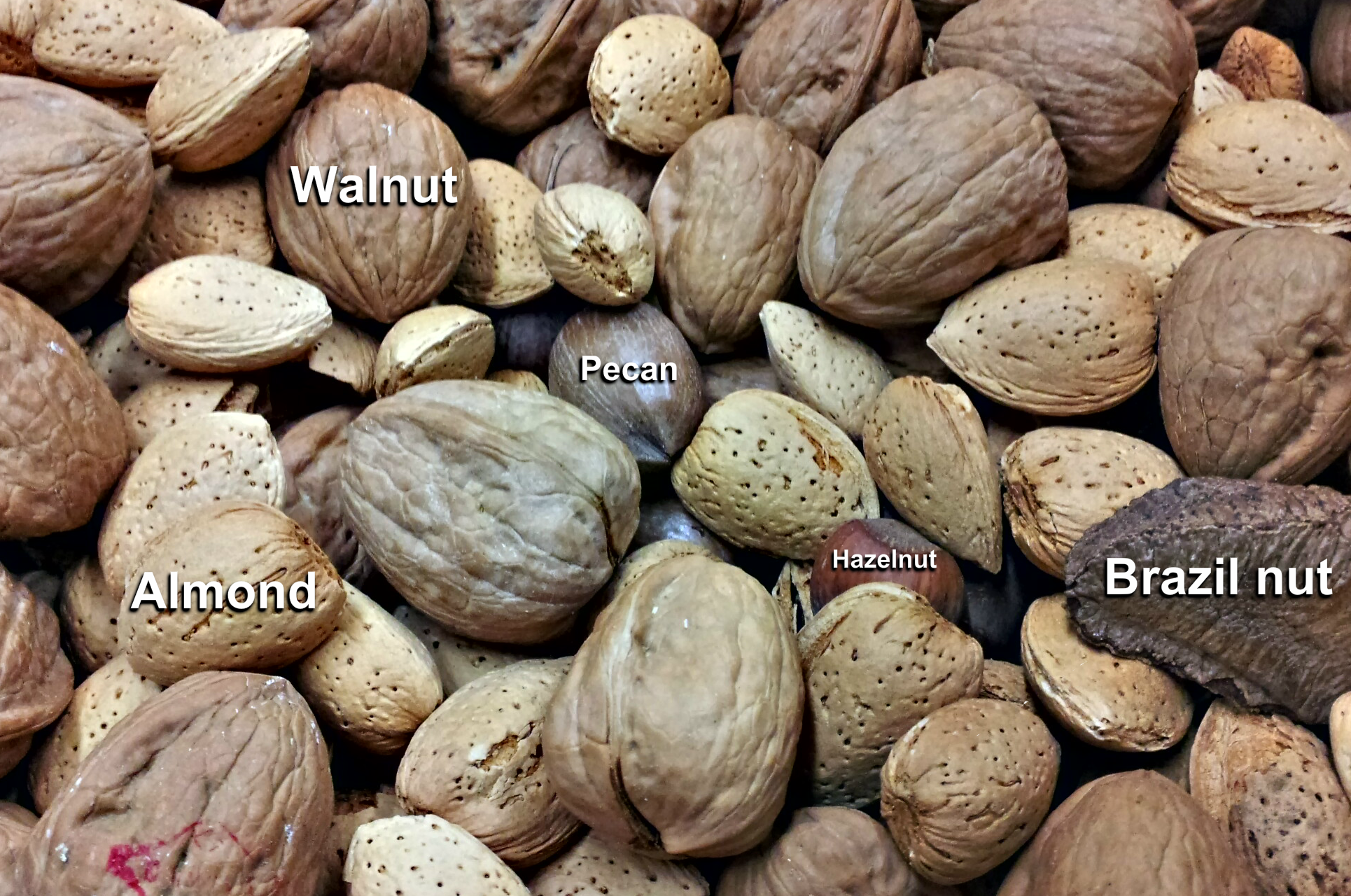
一般的なナッツ類（殻の付いた状態の）クルミ、アーモンド、ペカン、ヘーゼルナッツ、ブラジルナッツ

種実類（しゅじつるい）とは、かたい皮や殻に包まれた食用の果実・種子の総称。種実類のうち、木の実は一般にはナッツと呼ばれる。

## 定義
日本食品標準成分表2020年版（八訂）では、食用とする種子のうち、穀類あるいは豆類以外の食品群を種実類としている。ただし豆類であるラッカセイ（ピーナッツ）は脂質含量が高いため、便宜的に種実類に分類される。一方で豆類を種実とよんでいる例もある。
一方、ナッツは、食用部が堅い殻に包まれた果実や果実の一部、または種子のことである。ナッツは木に実るものに限ることもあるが、より広義にはラッカセイやヒマワリなど草に実るものも含む。この意味でのナッツは種実類の範囲とほぼ重なるが、種実類のうちゴマやエゴマ、チアシードなど小粒のものはナッツには含まれない。さらに広義のナッツは、ダイズやヒヨコマメなどの豆類や、デーツ（ナツメヤシ）などの乾燥果実を含むことがある。
英語の nut は、植物学においては堅果（1種子を含み、果皮全体が堅く木化し、裂開しない果実）のみを意味するが、一般用語としては剥がすことができる堅い殻で包まれた果実または種子を意味しており、日本語のナッツとほぼ同様である。
種実類やナッツの食用部は、ふつう種子内の胚や胚乳である。それを包む殻の由来はさまざまであり、果皮全体である場合や、種子を含む内側の果皮のみ、さらに種子自身の皮（種皮）である場合がある。
クリやシイ、ヘーゼルナッツ、ヒシ、ハス、ヒマワリ、ラッカセイなどは果実の皮（果皮）全体が硬化しており、ふつう果実全体の形で流通している。植物学的な区分では、堅果とよばれるものが多いが、ヒマワリは痩果、ラッカセイは豆果である。クリなどでは、鬼皮（堅い皮）が果皮に、渋皮が種皮に相当する。
一部の果実では、果皮の内層である内果皮のみが硬化して種子を包んでいる。このような果実は核果とよばれ、硬化した内果皮が種子を包んだ構造は核とよばれる。例として、アーモンドやピスタチオ、マカダミア、ココヤシ、クルミなどがある。
ブラジルナッツやトチノキ、マツ、カボチャ、ゴマの硬い殻は種皮である。銀杏はイチョウの種子であるが、その全体ではなく、多肉質の種皮外層を除いたものである。
種実類やナッツは一般的に栄養価が高い。アーモンドや亜麻仁、エゴマ、カシューナッツ、カボチャ（種子）などは脂質が多く、ギンナン、クリ、シイ、ハス、ヒシは炭水化物が多い。

## 種実類やナッツのいろいろ
日本食品標準成分表2020年版（八訂）では、以下のものが種実類として扱われている。
| 画像 | 名称［英名］                                 | 原料植物                | 分類群                                        | 殻の由来               |
| ---- | -------------------------------------------- | ----------------------- | --------------------------------------------- | ---------------------- |
|      | くるみ（胡桃） ［walnut］                    | クルミ属                | 被子植物、クルミ科 Juglans spp.               | 中・内果皮（核果）     |
|      | ペカン ［pecan］                             | ペカン                  | 被子植物、クルミ科 Carya illinoinensis        | 中・内果皮（核果）     |
|      | くり類（栗） ［chestnut］                    | クリ属                  | 被子植物、ブナ科 Castanea spp.                | 果皮（堅果）           |
|      | しい（椎） ［chinquapin］                    | シイ属                  | 被子植物、ブナ科 Castanopsis spp.             | 果皮（堅果）           |
|      | ヘーゼルナッツ ［hazelnut］                  | ハシバミ属              | 被子植物、カバノキ科 Corylus spp.             | 果皮（堅果）           |
|      | かぼちゃ（南瓜） ［squash, pumpkin］         | カボチャ                | 被子植物、ウリ科 Cucurbita spp.               | 種皮                   |
|      | すいか（西瓜） ［watermelon］                | スイカ                  | 被子植物、ウリ科 Citrullus lanatus            | 種皮                   |
|      | アーモンド ［almond］                        | アーモンド （ヘントウ） | 被子植物、バラ科 Prunus dulcis                | 内果皮（核果）         |
|      | あさ（麻） ［hemp］                          | アサ                    | 被子植物、アサ科 Cannabis sativa              | 果皮（痩果）           |
|      | らっかせい （落花生、ピーナッツ） ［peanut］ | ナンキンマメ            | 被子植物、マメ科 Arachis hypogaea             | 果皮（豆果）           |
|      | あまに（亜麻仁） ［flax］                    | アマ                    | 被子植物、アマ科 Linum usitatissimum          | 種皮                   |
|      | ひし類（菱） ［water caltrop］               | ヒシ属                  | 被子植物、ミソハギ科 Trapa spp.               | 果皮（堅果または核果） |
|      | とち（栃） ［horse chestnut］                | トチノキ                | 被子植物、ムクロジ科 Aesculus turbinata       | 種皮                   |
|      | カシューナッツ ［cashew nut］                | カシューナットノキ      | 被子植物、ウルシ科 Anacardium occidentale     | 内果皮（核果）         |
|      | ピスタチオ ［pistachio］                     | ピスタチオ              | 被子植物、ウルシ科 Pistacia vera              | 内果皮（核果）         |
|      | ブラジルナッツ ［Brazil nut］                | ブラジルナットノキ      | 被子植物、サガリバナ科 Bertholletia excelsa   | 種皮                   |
|      | ごま（胡麻） ［sesame］                      | ゴマ                    | 被子植物、ゴマ科 Sesamum indicum              | 種皮                   |
|      | えごま（荏胡麻） ［perilla］                 | エゴマ                  | 被子植物、シソ科 Perilla frutescens           | 果皮（分離果）         |
|      | チアシード ［chia seed］                     | チア                    | 被子植物、シソ科 Salvia hispanica             | 果皮（分離果）         |
|      | ひまわり（向日葵） ［sunflower］             | ヒマワリ                | 被子植物、キク科 Helianthus spp.              | 果皮（痩果）           |
|      | マカダミアナッツ ［macadamia nut］           | マカダミア              | 被子植物、ヤマモガシ科 Macadamia integrifolia | 内果皮（核果）         |
|      | はす（蓮） ［lotus］                         | ハス                    | 被子植物、ハス科 Nelumbo nucifera             | 果皮（堅果または痩果） |
|      | けし（芥子） ［poppy seed］                  | ケシ                    | 被子植物、ケシ科 Papaver somniferum           | 種皮                   |
|      | ココナッツ ［coconut］                       | ココヤシ                | 被子植物、ヤシ科 Cocos nucifera               | 内果皮（核果）         |
|      | まつ（松） ［pine nut］                      | マツ属                  | 裸子植物、マツ科 Pinus spp.                   | 種皮                   |
|      | かや（榧） ［Japanese plum-yew］             | カヤ                    | 裸子植物、イチイ科 Torreya nucifera           | 種皮（仮種皮を除く）   |
|      | ぎんなん（銀杏） ［ginkgo nut］              | イチョウ                | 裸子植物、イチョウ科 Ginkgo biloba            | 種皮（外層を除く）     |

上記の多くはナッツとしても扱われるが、アサ、アマ、エゴマ、ケシ、ゴマ、チアシードはふつうナッツには含まれない。一方、広義のナッツは、以下のものを含むことがある。
| 画像 | 名称                            | 原料植物     | 分類群                                   | 流通部位             |
| ---- | ------------------------------- | ------------ | ---------------------------------------- | -------------------- |
|      | えんどう（豌豆） ［pea］        | エンドウ     | 被子植物、マメ科 Pisum sativum           | 豆果の種子           |
|      | そらまめ（空豆） ［broad bean］ | ソラマメ     | 被子植物、マメ科 Vicia faba              | 豆果の種子           |
|      | 大豆 ［soybean］                | ダイズ       | 被子植物、マメ科 Glycine max             | 豆果の種子           |
|      | ひよこまめ（雛豆） ［chickpea］ | ヒヨコマメ   | 被子植物、マメ科 Cicer arietinum         | 豆果の種子           |
|      | ジャイアントコーン、ミニコーン  | トウモロコシ | 被子植物、イネ科 Zea mays                | 穎果                 |
|      | デーツ ［date］                 | ナツメヤシ   | 被子植物、ヤシ科 Phoenix dactylifera     | 果実を乾燥させたもの |
|      | なつめ（酸棗仁） ［jujube］     | ナツメ属     | 被子植物、クロウメモドキ科 Ziziphus spp. | 果実を乾燥させたもの |

## 利用

### 食用

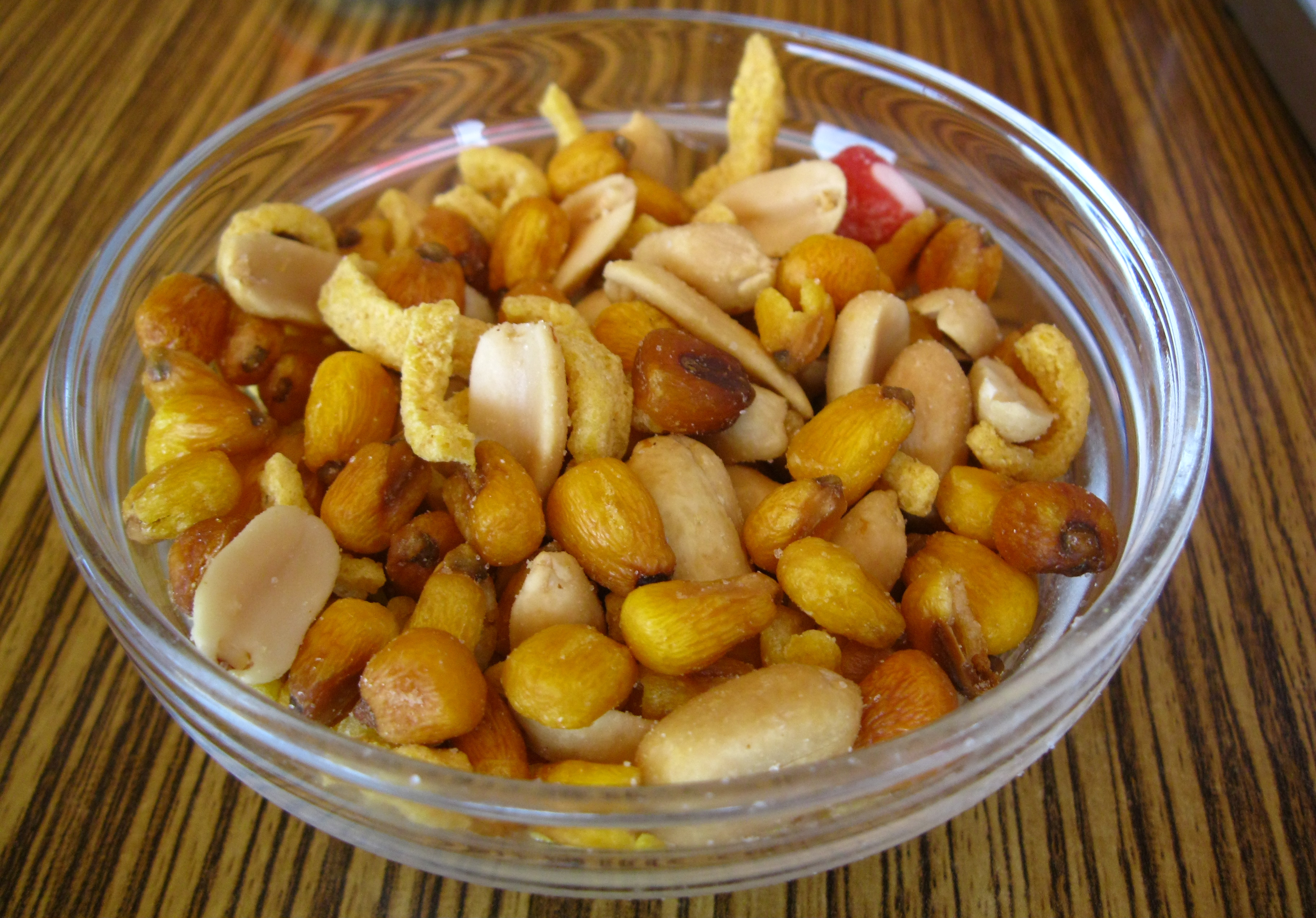
さまざまなナッツ

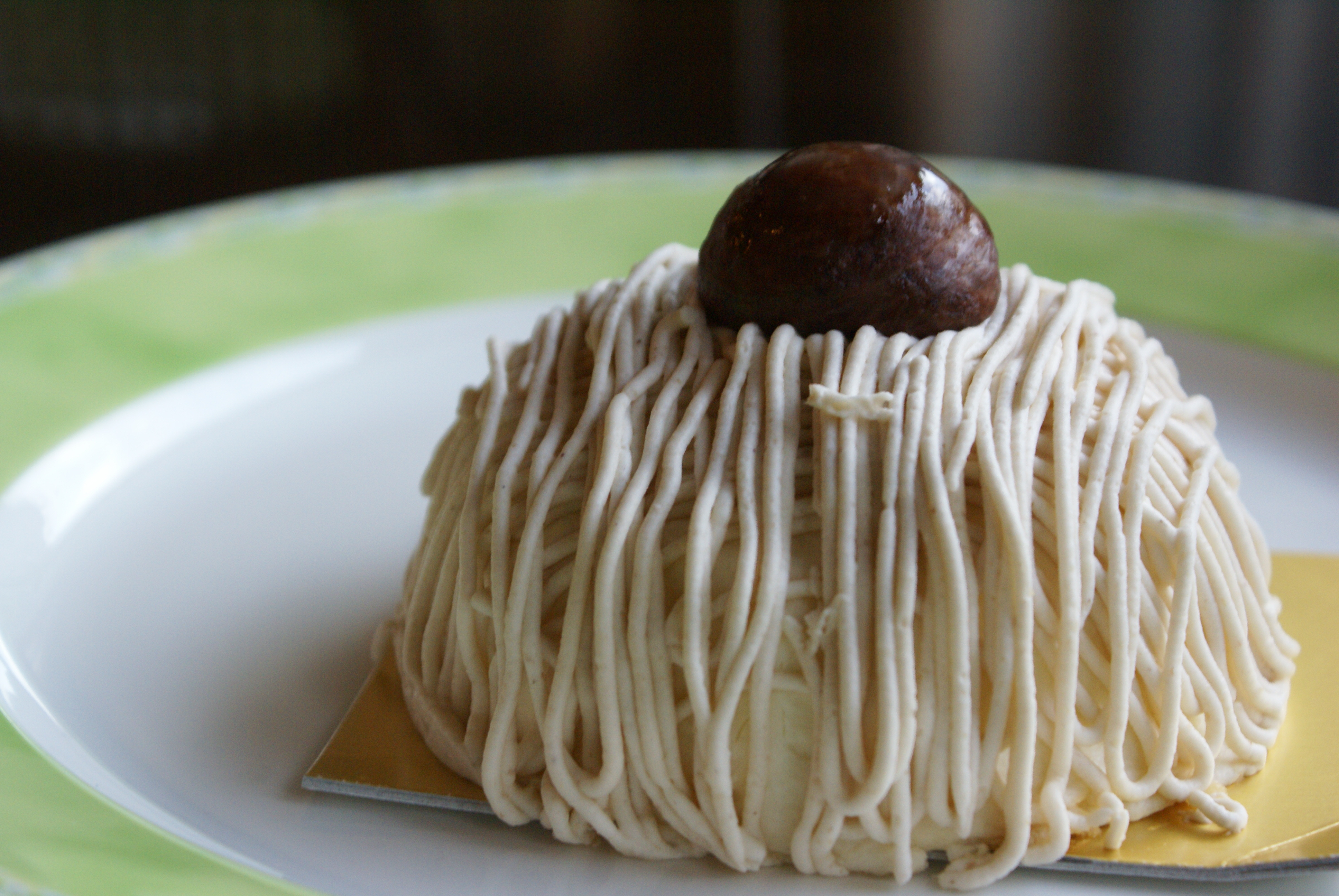
栗を用いたケーキ

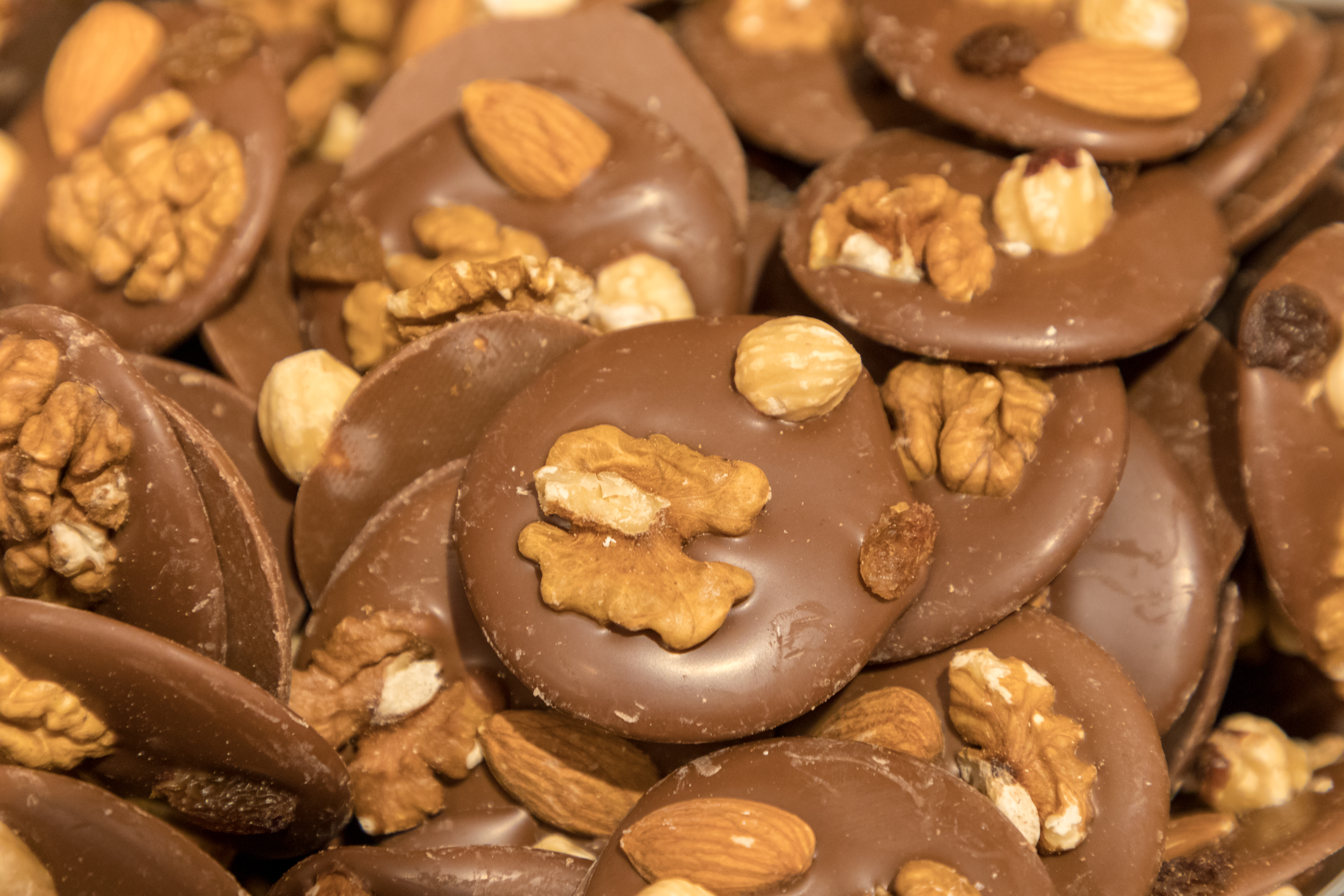
ナッツを用いたチョコレート

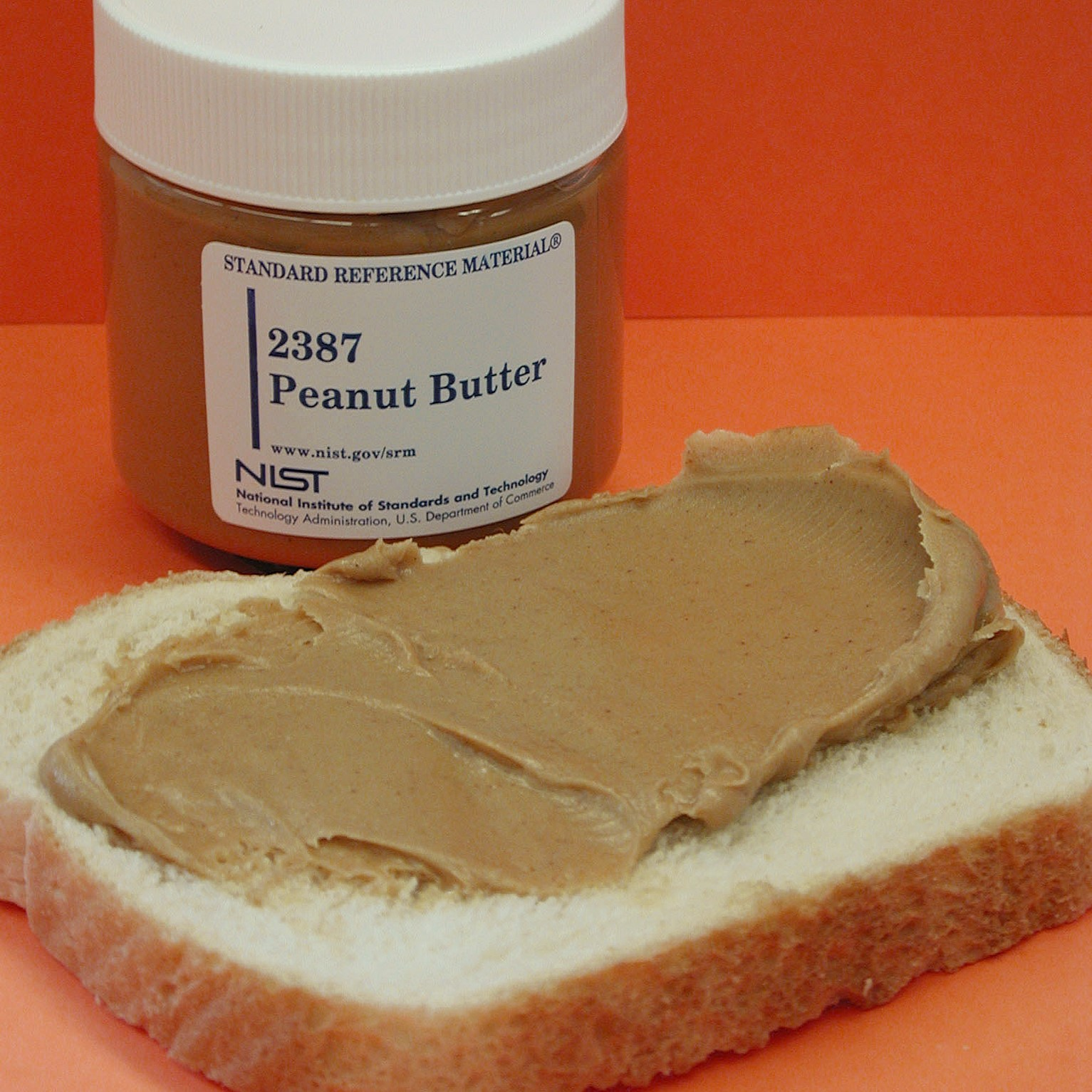
ピーナッツバター

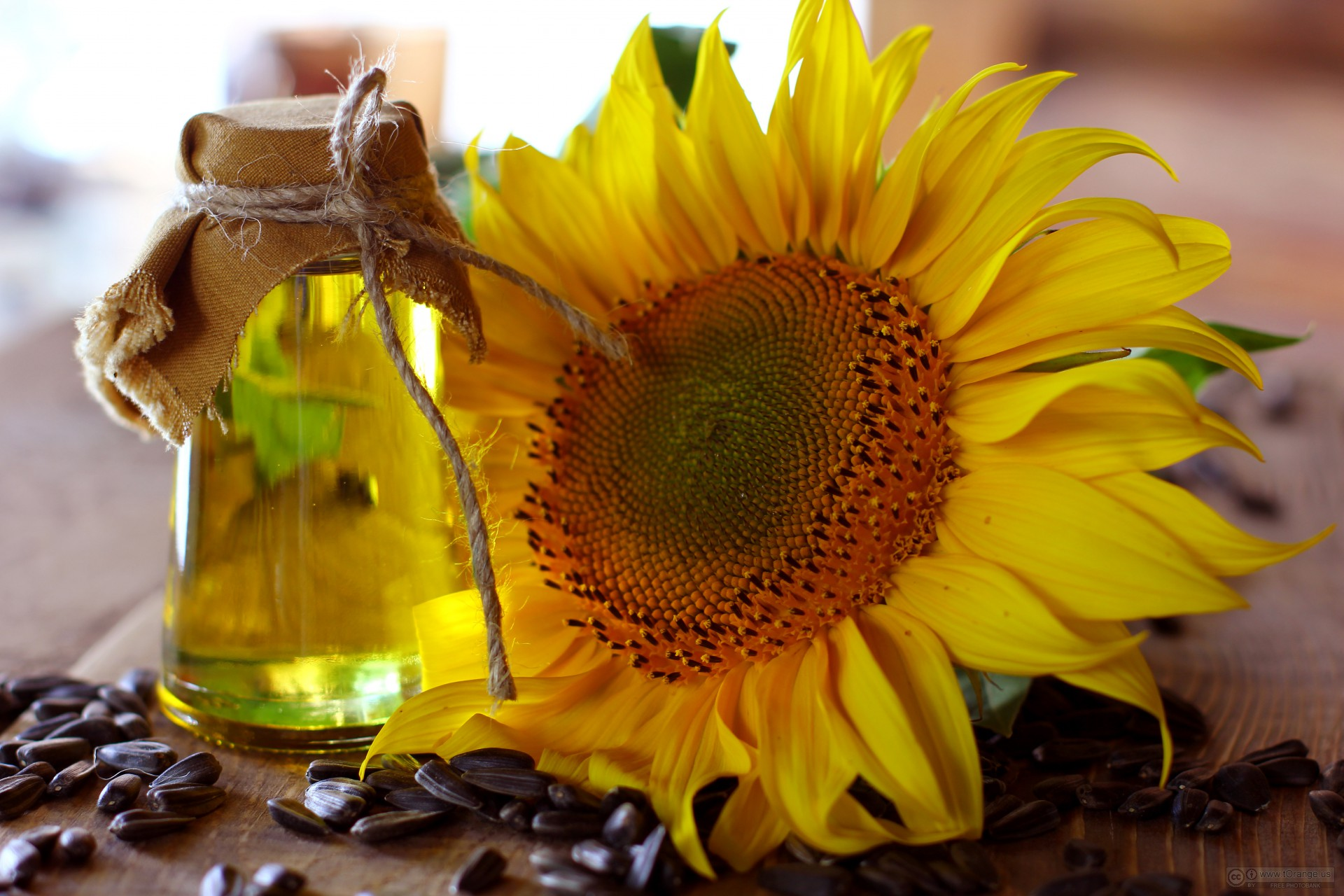
ヒマワリの花と果実、ヒマワリ油

ナッツの利用として最も大きなものは、種をそのまま食用とすることである。ただしまったく加工をせずにそのまま食されることは多くなく、多くは種皮・殻を取り除いて乾燥させたものが食用とされる。その後、塩や砂糖、油脂などを用いて調味加工されたものもある。
加工されたナッツは、菓子として、また酒とともに肴として食べるほか、砕いてサラダなどのトッピングとして食べられることも多い。アーモンドやココナッツは、スライスしてフライの衣としても使用される。
ナッツは製菓材料としてもきわめて重要であり、チョコレートやクッキーなどに混ぜて、あるいはそのままのナッツにチョコレートをかけるなどして使用される。アーモンドをペースト状にしたプラリネは、洋菓子の重要な材料の一つである。ヘーゼルナッツのペーストとチョコレートを合わせたジャンドゥーヤなど、ナッツペーストとチョコレートの組み合わせは相性がよく多用される。製菓材料としては、アーモンド粉と砂糖を混ぜ合わせたマジパンなども重要である。
ナッツを使用した菓子は、ナッツと蜂蜜と砂糖を主体としたやわらかいヌガーや、ナッツパイに蜂蜜をしみこませた中東で非常によく食べられるバクラヴァ、そのままのアーモンドを糖衣でくるんだドラジェ、クリを砂糖漬けにしたマロングラッセなど、それこそ無数に存在する。いずれも、ナッツの香ばしさや歯触りと甘味とを組み合わせた菓子である。和菓子においても、栗粉餅はすでに室町時代の文献にその名がみられ、江戸時代には栗羊羹も出現するなど、古くから製菓材料として用いられてきた。クリをペースト状にした栗餡はよく使用される材料であり、饅頭などに使用される。クリのほか、クルミも歯触りや香ばしさからアクセントとして使用される。
アーモンドやココナッツは、すりつぶしてミルク状にし、ミルクと同様の使用法で使用することができる。アーモンドミルクは飲料としての役割が大きく、豆乳と同じような扱いを受ける。特に動物性の食品を一切食さないベジタリアンにとっては、アーモンドミルクはまさしくミルクの代わりとして利用される。これに対し、ココナッツミルクは飲料として使用することもあるが、どちらかといえば食材としての役割のほうが大きい。ココナッツミルクは東南アジア諸国など多くの熱帯諸国において基本的な食材の一つとなっており、ココナッツミルクを使用した料理が非常に多く存在する。利用法としてはミルクと基本的には同じで、料理にコクとまろやかさを与えるために使用される。

### 油糧
ピーナッツもすりつぶして多用されるが、この場合はミルクではなくそのまま固体のバター状にして、ピーナッツバターとして使用される。ピーナッツバターが最も多用されるのはアメリカであり、そのままパンに塗るスプレッドとして使用されるのが一般的である。ピーナッツバターは日本では砂糖を入れて甘く味付けしたものが主流であるが、日本以外では無糖のものが一般的である。また、ピーナッツバターは中華料理やアフリカ料理において調味料としてよく使用される。脂肪を多く含んでいるものは植物油の原料ともなる。種実類およびその関連のものからとれる油の中で最も数量が多いのは、大豆油を除けばヒマワリ油、そしてピーナッツオイルである。ピーナッツオイルは19世紀には主要な油糧作物として盛んに栽培され、西アフリカのセネガルなどでは主要作物の一つに成長した。
ココナッツオイルもやや重要である。ココナッツ（ココヤシの胚乳）はそのままナッツとするほか、乾燥させてコプラとし、食用油や工業原料とする。産業の少なく育つ作物も少ない南太平洋諸国、とくに環礁からなる島々においては、このコプラ生産は貴重な現金収入となってきた。
世界の油脂生産の上で大きな役割を果たすナッツは上記の4種で、工業用や食用油を目的として広く栽培され、特にヒマワリやピーナッツは油糧作物としての役割が大きい。1997年から1998年の世界の植物油生産において、大豆油は1位、ヒマワリ油は4位、ピーナッツオイルは5位を占めている。2003年においては、大豆油が3101万トンで1位、ヒマワリ油が860万トンで4位、ピーナッツオイルが444万トンで5位、ココナッツオイルが320万トンで8位となっていた。このほかに、ペカン油、マカダミア油などといったナッツ由来の油の種類は多く、多方面に使用される。

### その他
このほか、ナッツのうちクリやトチのようにデンプンを主成分とするものは、穀物を安定的に入手することのできない非農耕社会や山村においては主食として大きな役割を果たしてきた。

## 利用の歴史
そのまま、あるいは炒るなどの簡単な加工で食べられるものが多く、油脂などの多量の栄養分を含み、また穀物などと違い採集が容易であったため、狩猟採集社会においてナッツは食生活の根幹をなしていたところが多かった。ただし、特に中緯度・高緯度地方においてナッツの収穫は秋に集中し、また長期保存が可能であることから、ナッツは主に秋に大量に収穫して冬を越すための保存食としての性格を持っていた。縄文時代の遺跡である福井県の鳥浜貝塚においては、クリやヒシなどのナッツ類が予想消費量をはるかに越えて出土しており、この推測を裏付けている。また、クリやハシバミのように明るい場所を好むナッツ類は、人類が伐採や火入れなどで極相林を消滅させた場所に進出して繁茂する性質を持っており、それを人類がある程度理解してナッツの実る木が育ちやすいように周囲の環境に手入れを行う、すなわちごく初期の栽培化も新石器時代には行われていたと考えられている。なかでも青森県の三内丸山遺跡においては、縄文時代中期にクリの純林が誕生しており、当時この地域でクリを栽培し主食としていた証拠と考えられている。やがて人類が穀物を改良し栽培を開始すると食料としての重要性は低下したが、以後も嗜好品としての性格を強めながら主要食糧の一角をなしてきた。採集だけでなく、農業の開始とともにいくつかのナッツは完全な栽培植物として育てられた。
現代においてナッツとして利用されている植物の原産・栽培化された土地はさまざまである。アーモンドやピスタチオは中東原産で、そこから旧大陸の広い地域に広まっていった。クリは日本、中国、ヨーロッパ、アメリカ東海岸にそれぞれ自生種があり、クリ、チュウゴクグリ、ヨーロッパグリ、アメリカグリとして各地域で栽培化された。クルミも旧大陸に広く分布し、各地で採集または栽培された。ココナッツの原料であるココヤシは東南アジアが原産と考えられており、ここから旧大陸の熱帯地域へと広まっていった。とくにオセアニアの、南太平洋に広がる諸島群においてはココヤシは真水の少ない環礁においても栽培できるために重要な役割を果たし、ポリネシア人の南太平洋植民において重要な役割を果たした。
新大陸発祥のナッツで最も重要なものはピーナッツであり、南アメリカ大陸で栽培化され、インカ帝国では重要な栽培植物となっていた。コロンブス交換によって旧大陸に持ち込まれると、アフリカ大陸西部で盛んに栽培されるようになった。また、アメリカ南部でも盛んに栽培され、南北戦争後にはアメリカ北部でも消費が急速に拡大した。新大陸原産でピーナッツに次ぎ重要なものはカシューナッツであるが、これは南アメリカ大陸でも北東部を原産としている。ブラジルナッツはアマゾンに分布し、ゴムの採集が盛んになる19世紀後半まではアマゾンで最も価値ある産物のひとつだった。21世紀においてもブラジルナッツは高く評価されるナッツであるが、これはほかのものと違って栽培が非常に難しく、採集に頼っているためアマゾンの開発とともに生産量が急激に落ち込んできている。
このほか、オーストラリア大陸原産のものとしてマカダミアが存在する。マカダミアはアボリジニによって長く利用されてきたが、商業栽培は19世紀後半にヨーロッパ人によってはじめられた。1882年にはハワイに持ち込まれて栽培が成功し、21世紀においてはハワイがマカダミアの大産地となっている。なお、オーストラリア大陸原産の食用植物には他大陸で広く利用されているものはほかにはあまり存在せず、マカダミアが最も知られた存在となっている。

## アレルギー
ナッツに対してアレルギーを持つ者は少なくない。また、しばしば重篤な症状を起こす。ナッツアレルギーを持つ者は、驚くほど少量のナッツ成分を摂取しただけで重篤なアナフィラキシーショックを発症することがある。ナッツを使用していない食品でも、製造工場でナッツを使用している機器からの微量混入があっただけで発症した例がある。
ラッカセイに対するアレルギーは特に有名である。乳幼児期にラッカセイを含む食事を与えるとラッカセイアレルギーを持つようになるとする説がある。これは、ラッカセイの成分を十分に消化する能力がまだない小さな子供の体は、ラッカセイを異物として処理するためである。ラッカセイはマメ科の植物であるが、ラッカセイアレルギーを持つ者が他の豆類でもアレルギー症状をおこすとは限らない。また、他の種類のナッツのアレルギーを持つ者がラッカセイアレルギーを持つとも限らない。

## ギャラリー

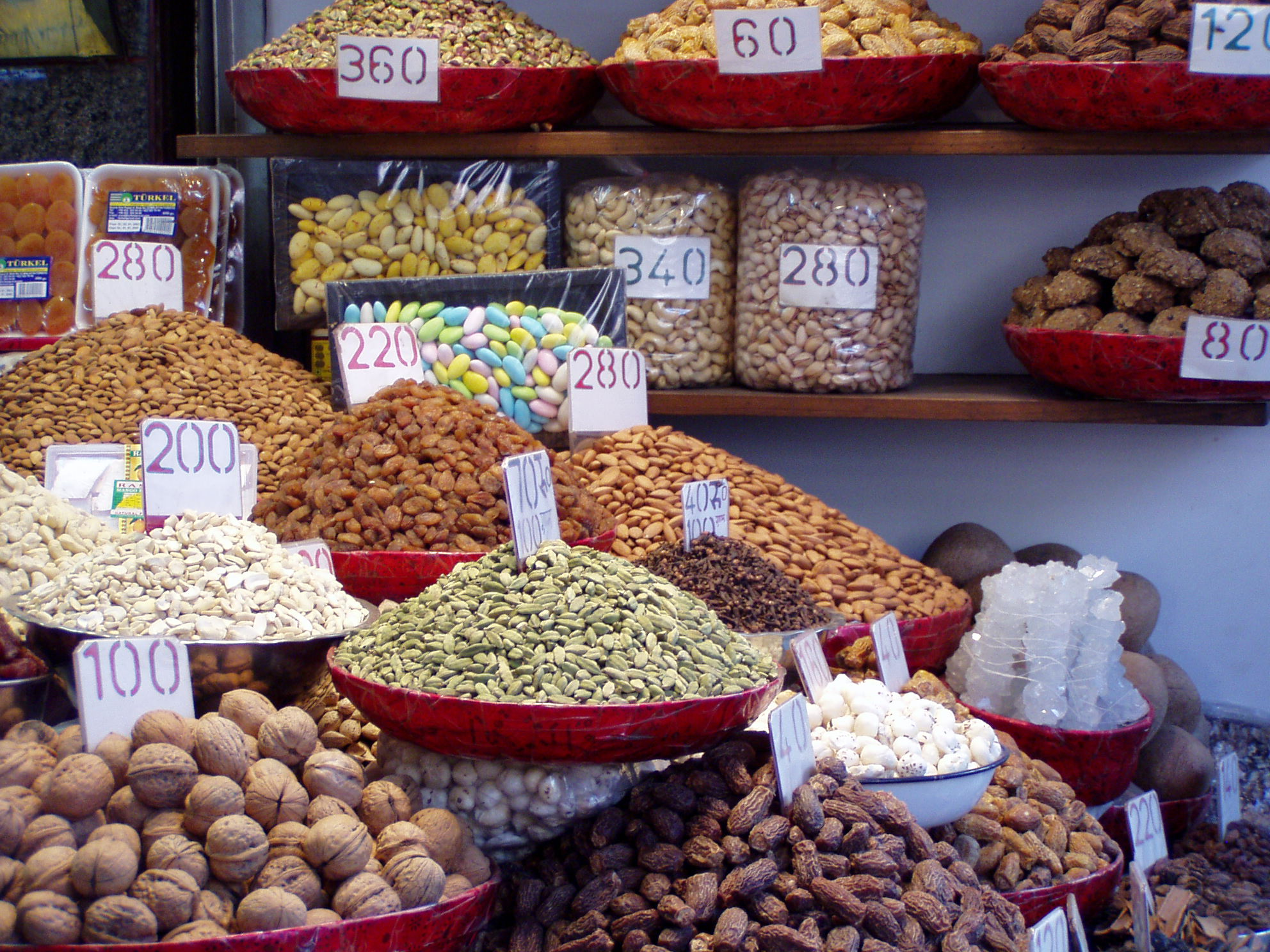
販売されているさまざまなナッツ
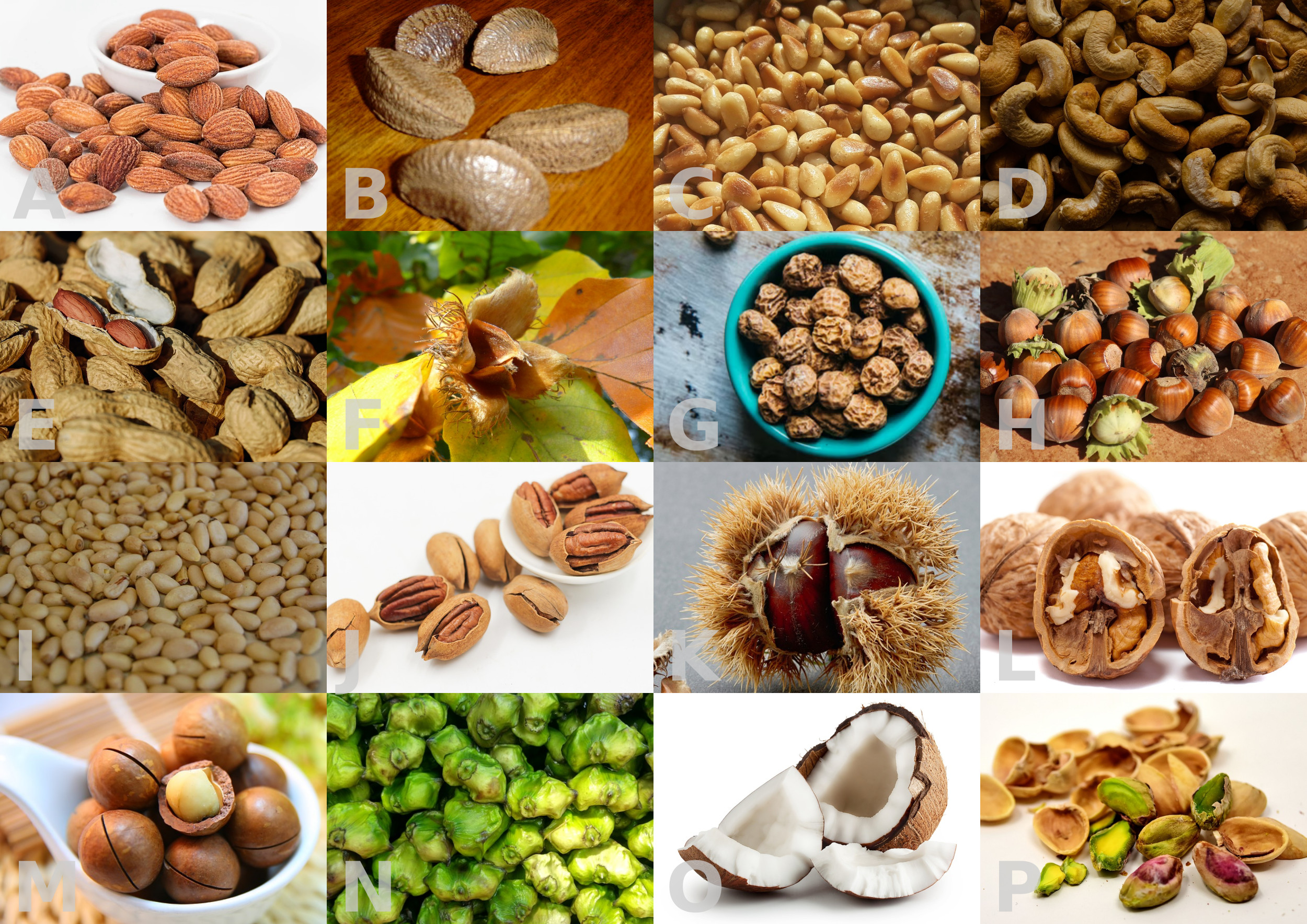
さまざまなナッツ
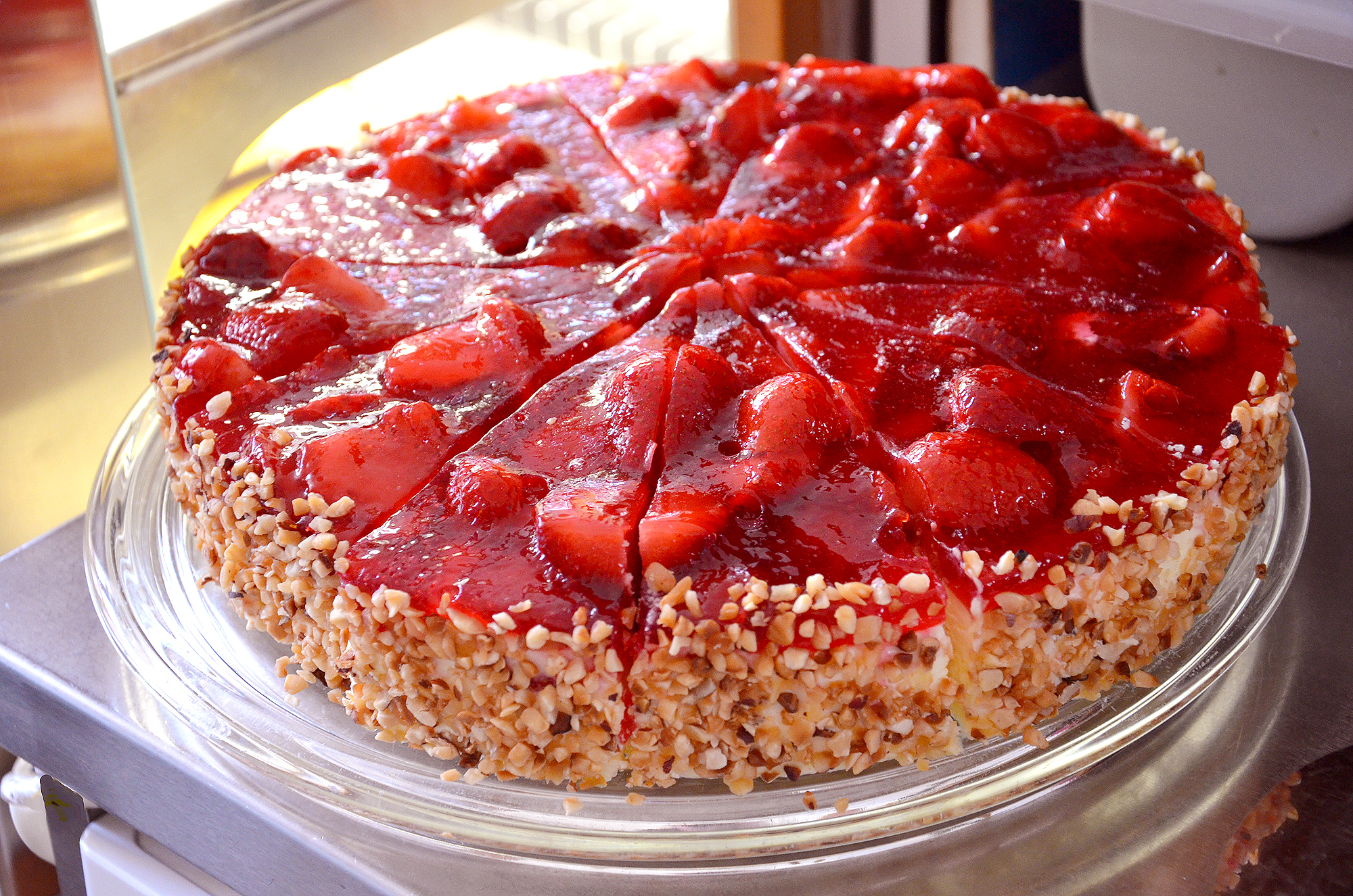
ナッツを用いたケーキ
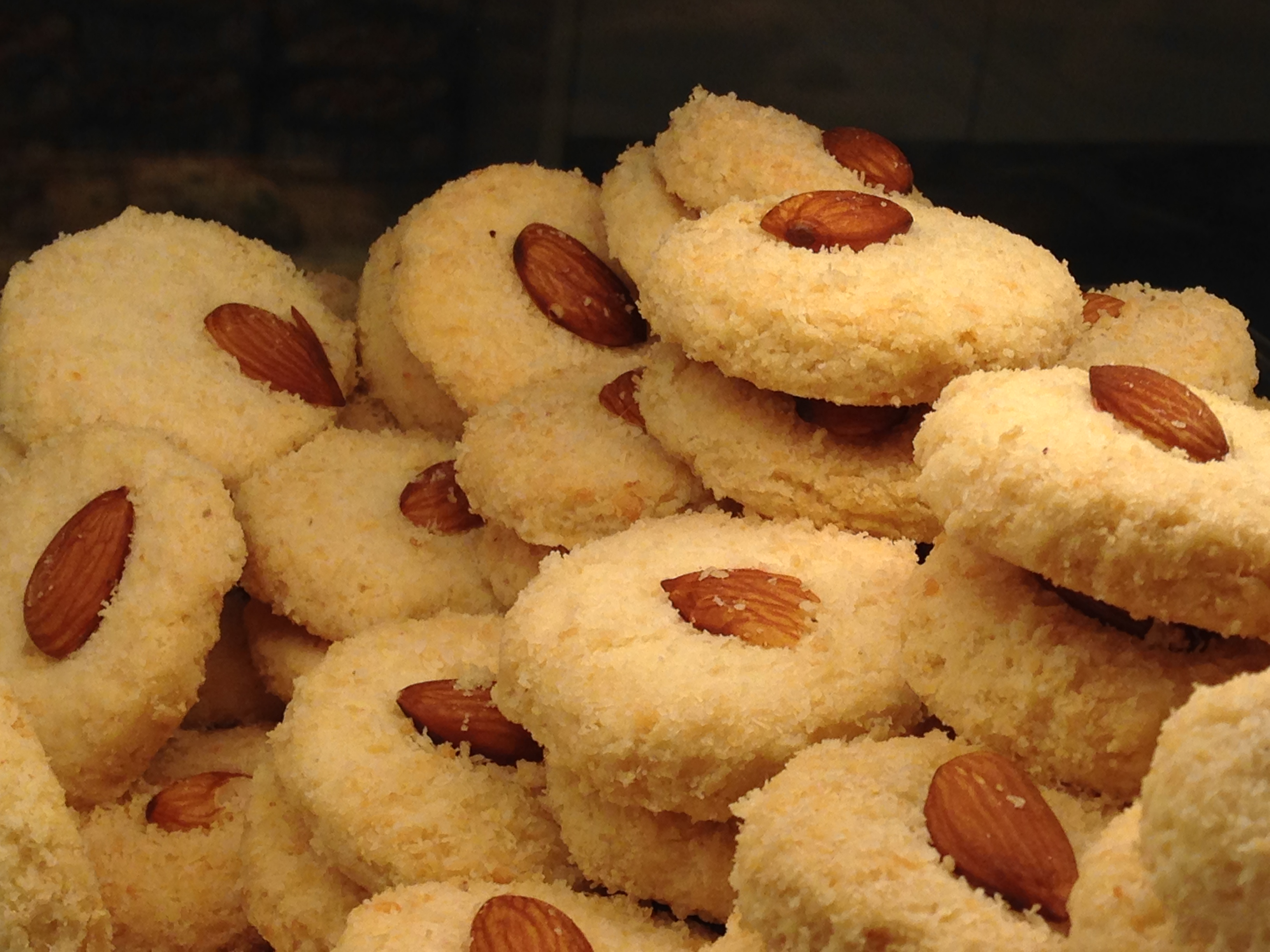
アーモンドクッキー
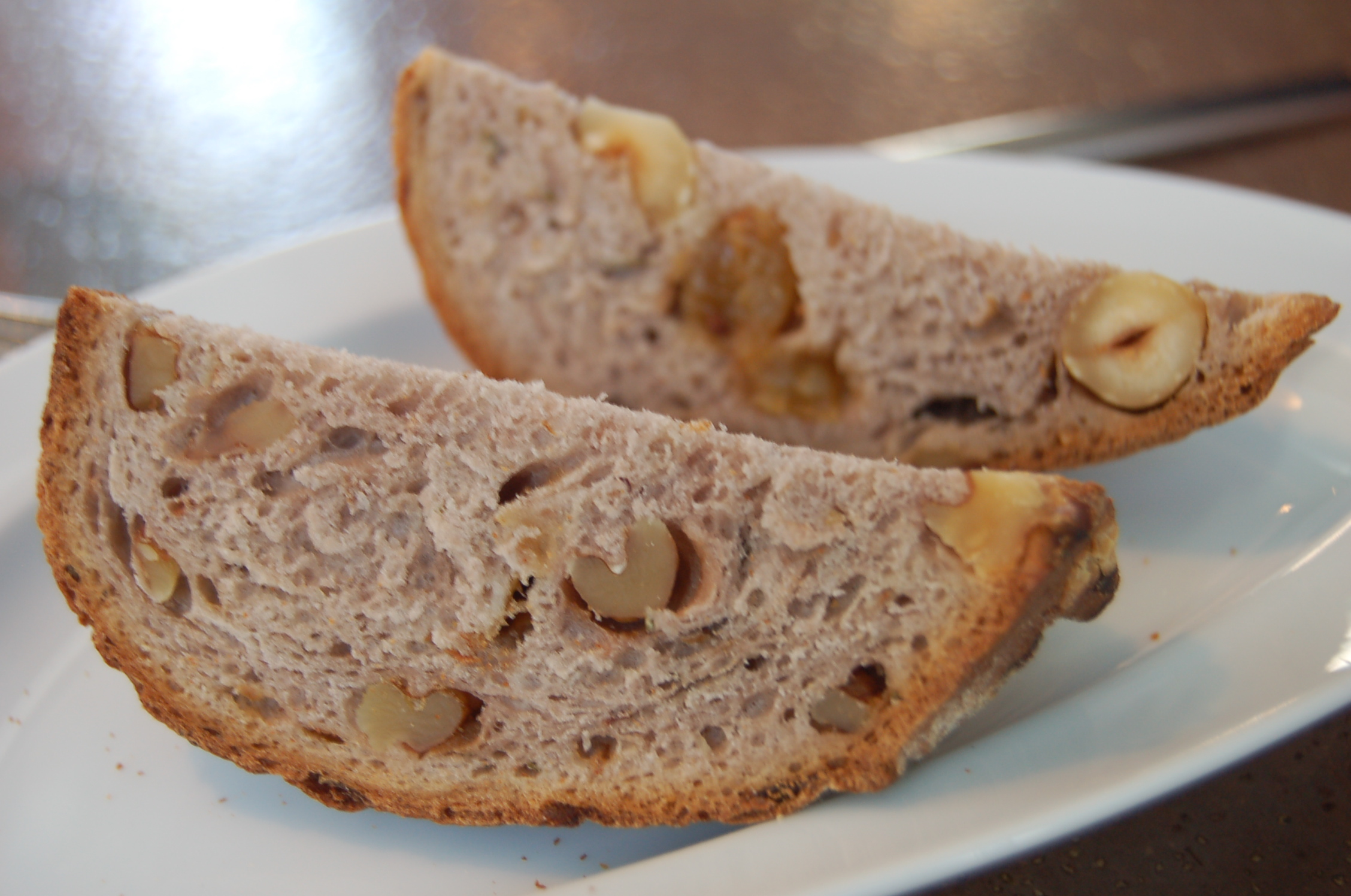
クルミを用いたパン
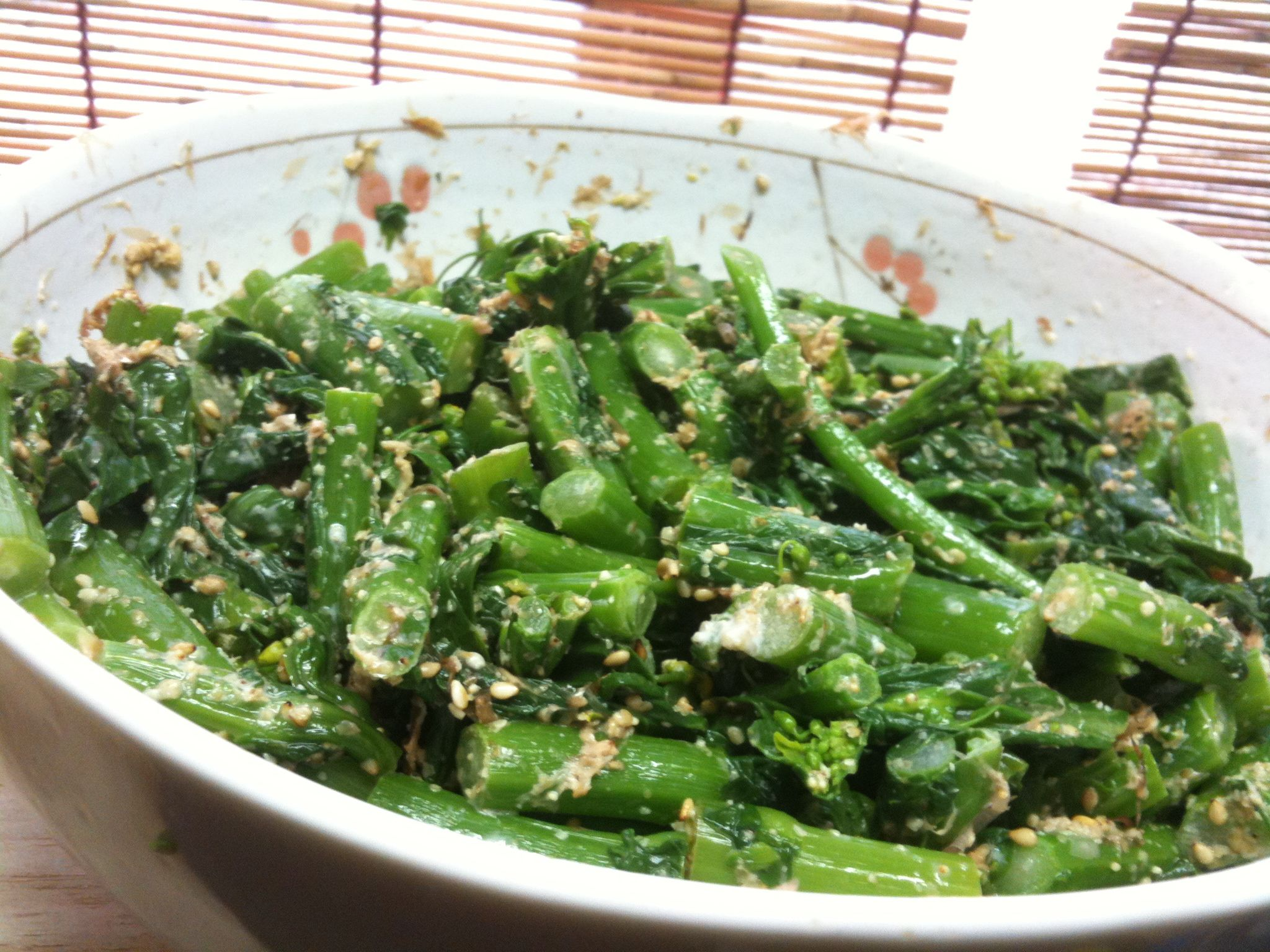
菜の花の胡麻和え